# اتفاق خاسافيورت
اتفاق خاسافيورت (بالشيشانية: Хаси-Эвлан Барт)‏، (بالروسية: Хасавюртовские соглашения)‏ ورسميًا إعلان خاسافيورت المشترك ومبادئ العلاقات المتبادلة، كان اتفاقًا يمثل نهاية حرب الشيشان الأولى، تم التوقيع عليه في خاسافيورت في داغستان في 30 أغسطس 1996 بين ألكسندر ليبيد وأصلان مسخادوف.

## خلفية
وبحلول الوقت الذي تم فيه التوقيع على اتفاق خاسافيورت، كانت روسيا قد عانت من هزيمة كبيرة عندما استعادت القوات الشيشانية غروزني، عاصمة الشيشان. وبوساطة ممثل منظمة الأمن والتعاون في أوروبا تيم غولديمان، بدأ سكرتير مجلس الأمن الروسي ألكسندر ليبيد والفريق كونستانتين بوليكوفسكي التوسط مع رئيس الأركان الإشكيري أصلان مسخادوف بشأن اتفاقيات وقف إطلاق النار. ومع ذلك، فشلت عمليات وقف إطلاق النار هذه في الصمود حتى تمت صياغة اتفاق في 22 أغسطس 1996. وتضمنت الاتفاقية، الموقعة في نوفي أتاجي، تجريد غروزني من السلاح، وانسحاب القوات الشيشانية والروسية من المدينة، وإنشاء قيادة مشتركة لمنع النهب. وبعد ثمانية أيام، وبعد ساعات من المفاوضات، تم التوقيع على اتفاقيات خاسافيورت. 

## محتويات
وتألف الاتفاق من أربع نقاط: إقامة علاقات بين روسيا والشيشان، وإنشاء لجنة روسية شيشانية مشتركة لاستعادة النظام الاجتماعي الشيشاني ومنع الجريمة، وضمان التشريعات التي تضمن حقوق الإنسان وحقوق الأقليات العرقية في الشيشان، و ضمان حل المشاكل بين روسيا والشيشان بالاتفاق المتبادل. وبشكل حاسم، نصت الاتفاقية على أن أي اعتراف قانوني باستقلال الشيشان من قبل روسيا لن يتم حتى أواخر عام 2001. 

## ما بعد الكارثة
وأعقب اتفاق خاسافيورت اتفاقيتان بين إيشكيريا وروسيا. الأولى، وقعها مسخادوف والرئيس الروسي بوريس يلتسين في منتصف نوفمبر 1996، وركز على التعويضات المالية والعلاقات الاقتصادية الثنائية، بينما ركز الاتفاق الثاني، الذي وقعه يلتسين ومسخادوف في 12 مايو 1997، على السلام رسميًا بين روسيا والشيشان. وقال مسخادوف في ذلك الوقت إن "أي أساس لخلق مشاعر سيئة بين موسكو وغروزني" سينتهي نتيجة للاتفاقات. ومع ذلك، تم تقويض حكومة مسخادوف على مدى العامين التاليين، مما أدى في النهاية إلى قيام القائد الشيشاني شامل باساييف بغزو داغستان في عام 1999، وهو الحدث الذي أدى إلى بداية حرب الشيشان الثانية. 

## روابط خارجية
- الشيشان: اتفاقيات خاسافيورت فشلت في منع الحرب الثانية ، RFE/RL ، 30 أغسطس 2006
- عشر سنوات على نهاية "الحرب الشيشانية الأولى" ، هيئة مراقبة براغ، 31 أغسطس 2006
- باللغة الروسية نص اتفاق خاسافيورت باللغة الروسية
- نص اتفاق خاسافيورت باللغة الإنجليزية
- نص جميع اتفاقيات السلام لروسيا

1. ↑  Fuller، Liz (30 أغسطس 2006). "Chechnya: Khasavyurt Accords Failed To Preclude A Second War". إذاعة أوروبا الحرة. مؤرشف من الأصل في 2023-05-28. اطلع عليه بتاريخ 2023-12-09.
2. ↑  "Khasavyourt Joint Declaration and Principles for Mutual Relations". صانع السلام. 31 أغسطس 1996. مؤرشف من الأصل في 2020-10-08. اطلع عليه بتاريخ 2023-12-09.
3. ↑  Fuller، Liz (30 أغسطس 2006). "Chechnya: Khasavyurt Accords Failed To Preclude A Second War". إذاعة أوروبا الحرة. مؤرشف من الأصل في 2023-05-28. اطلع عليه بتاريخ 2023-12-09.Fuller, Liz (30 August 2006). "Chechnya: Khasavyurt Accords Failed To Preclude A Second War". Radio Free Europe/Radio Liberty. Retrieved 9 December 2023.